# Мота (Сондрио)
Мота је насеље у Италији у округу Сондрио, региону Ломбардија.
Према процени из 2011. у насељу је живело 173 становника. Насеље се налази на надморској висини од 558 м.